# Bromley
Pronunciação

Localização do borough de Bromley na Região de Londres.

Bromley é um borough da Região de Londres, na Inglaterra.
Possui uma área de 153 km², dos quais a maioria está situada no "cinturão verde" da Região de Londres. O borough é o maior da região em termos de área. A maioria das povoações estão localizadas ao norte e oeste de Bromley, com uma área afastada em Biggin Hill no extremo sul.
Bromley é cidade-irmã de Neuwied, na Alemanha.

## Distritos de Bromley
- Anerley, a qual inclui Crystal Palace
- Beckenham (inclui Eden Park, Elmers End, New Beckenham, Upper Elmers End)
- Bickley
- Biggin Hill
- Bromley com Bromley Park, Park Langley, Plaistow, Shortlands e Widmore
- Bromley Common
- Chelsfield
- Chislehurst e Chislehurst West
- Downe
- Elmstead
- Farnborough, incluindo Locksbottom
- Green Street Green
- Hayes
- Keston e a povoação vizinha de Nash
- Kevingtown
- Mottingham (parte)
- Orpington e as cercanias de Crofton, Derry Downs e Goddington
- Penge
- Petts Wood
- Pratt's Bottom
- Shortlands
- Southborough
- St. Mary Cray com Poverest
- St. Paul's Cray
- Sundridge Park
- West Wickham e Coney Hall

## História
O borough foi constituído, como todos os outros distritos londrinos, em 1 de abril de 1965, pelo London Government Act 1963. Incorporou a antiga área do Municipal Borough of Bromley, do Municipal Borough of Beckenham, Penge Urban District, Orpington Urban District e parte de Chislehurst que pertencia ao Chislehurst and Sidcup Urban District.
Em 1969, depois de uma campanha local, a vila de Knockholt foi devolvida à Kent para tornar-se parte do Sevenoaks Rural District e, posteriormente, do Distrito de Sevenoaks. Antes de 1965, havia feito parte do Orpington Urban District.